# Сан-Фелис (Баия)
Сан-Фелис (порт. São Félix) — муниципалитет в Бразилии, входит в штат Баия. Составная часть мезорегиона Агломерация Салвадор. Находится в составе крупной городской агломерации. Входит в экономико-статистический микрорегион Санту-Антониу-ди-Жезус. Население составляет 14 805 человек на 2006 год. Занимает площадь 95,502 км². Плотность населения — 155,0 чел./км².
Праздник города — 25 октября.

## Статистика
- Валовой внутренний продукт на 2003 год составляет 24 375 815,00 реалов (данные: Бразильский институт географии и статистики).
- Валовой внутренний продукт на душу населения на 2003 год составляет 1704,96 реала (данные: Бразильский институт географии и статистики).
- Индекс развития человеческого потенциала на 2000 год составляет 0,657 (данные: Программа развития ООН).